# Prónay József
Báró tótprónai és blatnicai Prónay József (Romhány, 1821 – Budapest, 1884. május 16.) magyar politikus, államtitkár.

## Családja
Apja, Prónay János elismert politikus, a Nógrád vármegyei szabadelvű pártnak két évtizeden át vezére volt. Az 1825-ös, 1830-as és 1832–1836-os országgyűléseken követként vett részt. Édesanyja Kubinyi Lujza volt.
1859-ben vette el zsadányi és törökszentmiklósi Almásy Ilonát (1837. január 2.–1867. május 16.). Ekkor Nógrád megyéből Borsod megyébe Ivánkára települt át. A házaspárnak három fia született. Halálakor három fia közül a legidősebb, János honvéd hadnagy, József a bécsi Teréziánum növendéke s a legifjabb, Endre Budapesten egyetemi hallgató volt. 

## Élete
József Eperjesen, Rozsnyón végezte alsó és középfokú iskoláit, s Losoncon a jogot Zsarnay Imre jogtanár vezetése alatt, majd Pozsonyban jogász végzettséget szerzett. 1843-ban Radvánszky Antal zólyomi követ mellett lett gyakornok jurátus, majd egyes távollevők követeként vállalt szerepet az országgyűlésen, s ettől kezdve Nógrád vármegye aljegyzője volt. 1845-ben tette le az ügyvédi vizsgát.

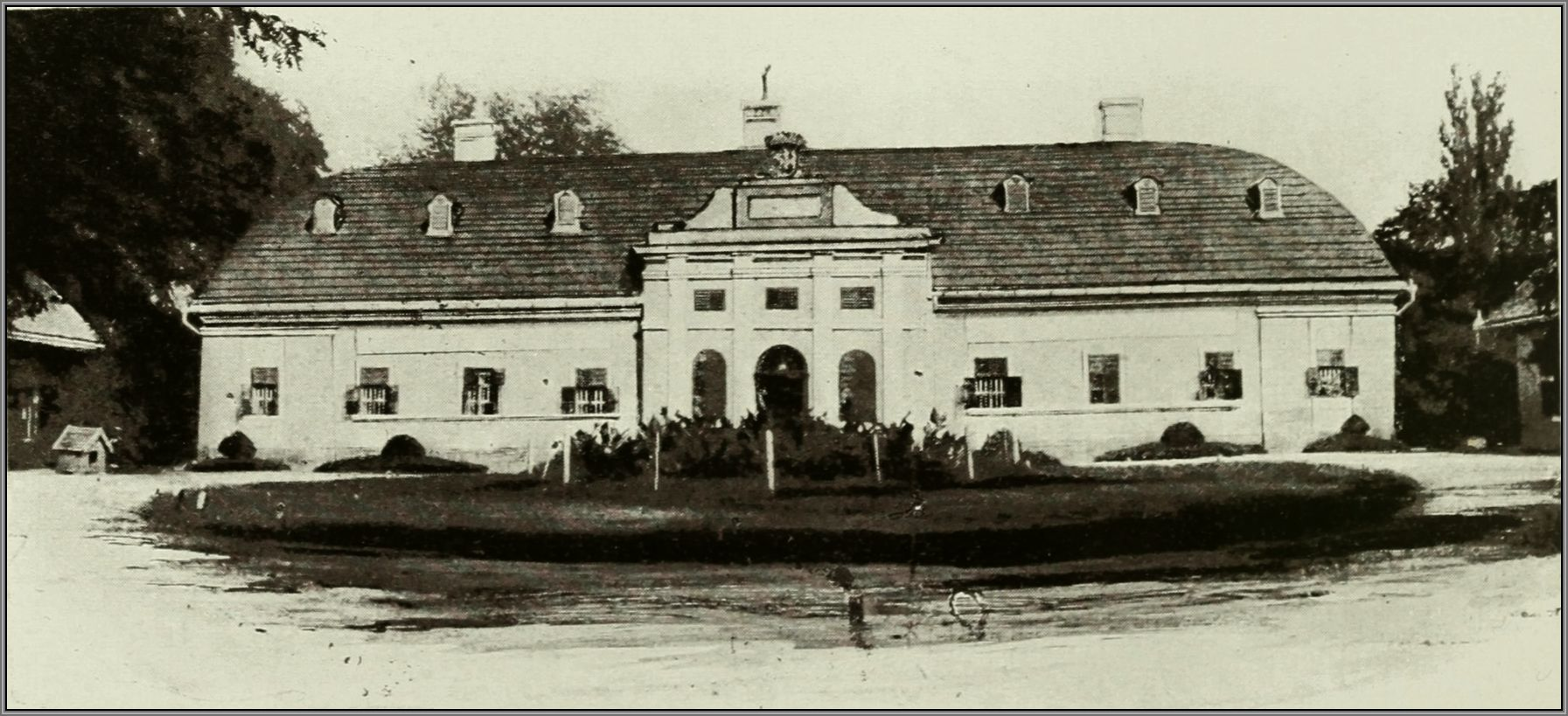
A romhányi Prónay-kúria 1910 körül

1845-től báró Podmaniczky Frigyessel — haláláig legjobb barátjával — európai körutat tettek, bejárták Poroszországot, a berlini egyetemen több szemeszteren előadásokat is hallgattak (köztük Friedrich Ludwig Georg von Raumert, Leopold von Rankét, Friedrich Wilhelm Joseph Schellinget), eljutottak Oroszországba, Svédországba, Dániába. Franciaországban hosszabb időt töltött — immár egyedül —, Párizsban, ahol Lajos Fülöp udvaránál is gyakran megjelent, a Sorbonne-on pedig előadásokat hallgatott, különösen Jules Michelet és Edgar Quinet rajongója volt. Esküdtszéki tárgyalásokra és a kamarai ülésekre is ellátogatott és volt alkalma Franciaország legnagyobb szónokait meghallgatni: François Guizot-t, Adolphe Thiers-t, Odilon Barrot-t, Alphonse de Lamartine-t és Pierre-Antoine Berryer-t. 1846-ban Mailáth Györggyel és Szécsen Antal gróffal Angliát (Londonban szorgalmasan látogatta a parlament üléseit és a fogházakat tanulmányozta), Skóciát, Írországot kereste fel. Utoljára Hollandiát, Belgiumot és a déli német területeket járta végig.
Hazatérve tiszteletbeli jegyző volt a vármegyénél 1848-ban, majd a bányavárosok felé visszavonuló Görgeyt támogatva főbíróként, az üldöző csapatok elfogták, s hat hétre az Újépületbe hurcolták. 1849 tavaszán kiszabadulva Nógrád megye egyhangúlag alispánná választotta. Az orosz csapatok betörése után Görgey táborában futártisztként vett részt a szabadságharcban, egészen a bukásig. A forradalom után 1850-ig rendőri felügyelet alatt állt. 1850-ben amnesztiát kapott. Birtokaira húzódott vissza. 1850 és 1856 között a csákói vadásztársulat telepének tagjaként politikai eszmecseréket is tudott folytatni a tagtársakkal. Romhányban a Prónay-féle kúriát a 18. század vége felé Prónay Pál építtette. 1000 kötetes könyvtára, érdekes fegyvergyűjteménye, több eredeti, régi és magyar művészektől újabb festmények is (Szikszay Ferenctől, Markótól, Kubányi Lajostól, Zilczer Antaltól, Németh Imrétől és Gyügyei Nagy Zsigmondtól) díszítették, gazdagították.
Az októberi diploma (1860. október 20.) után az új magyar udvari kancellár Prónay Józsefnek ajánlotta fel a főispáni méltóságot, de ő ezt a tisztséget visszautasította. 1861-ben a mezőkövesdi kerület képviselőjének választotta meg három cikluson keresztül. 1861-től a Határozati Párt, 1865-től a Balközép Párt, majd 1875-től a Szabadelvű Párt tagja volt. Tagja volt a „67-es bizottságnak”, mely a közösügyi munkálatokkal foglalkozott, s így 1871-ben ő volt az első, aki a Tisza Kálmán által létesített fúziót megpendítette és az 1867-i kiegyezés elfogadását ajánlotta, s ezért 1872-ben (választókörzetének ellenérzése miatt) nem vállalt mandátumot. E kényszerű szünetet felhasználta külföldi tanulmányutakra: Német-, Francia- és Olaszországba utazott, megtapasztalni a változásokat. 1875-ben, a fúzió létrejötte után ismét megválasztotta képviselőnek a mezőkövesdi kerület, majd 1881-ben ugyancsak képviselőjük lehetett. 
1880. június 11-én belügyi államtitkárrá nevezték ki. Hivatalánál fogva nagy része volt az állami rendőrség szervezéséről, a köztisztviselők hivatali kvalifikációjáról, a közigazgatás rendezéséről stb. szóló javaslatok elkészítésében. A képviselőházban hosszabb ideig a pénzügyi bizottságnak volt elnöke, a delegációban pedig egy időben a hadügyi bizottságnak elnöki tisztét töltötte be.
Gyomorbetegsége a megterhelő feladatok közepette ágyba döntötte, s „1884. május 15-én este 10 és fél órakor meghalt”. Sírhelye a Fiumei úti sírkertben található.

## Műve
Országgyűlési beszédein kívül munkája: 
- A balközép programmja. Pest, 1871.